# Breiðdalur
Breiðdalur era un comune islandese di 199 abitanti della regione dell'Austurland.
Nel 2018, si è fuso con il comune Fjarðabyggð.